# Euclimacia rhombica
Euclimacia rhombica is een insect uit de familie van de Mantispidae, die tot de orde netvleugeligen (Neuroptera) behoort. 
Euclimacia rhombica is voor het eerst wetenschappelijk beschreven door Navás in 1914.